# Kenny Habul
Kenny Charles Edward Habul, né le 24 mai 1973 en Nouvelle-Galles du Sud en Australie, est un pilote automobile australien. Il participe à des épreuves d'endurance aux mains de voitures de Grand tourisme dans des championnats tels que le WeatherTech SportsCar Championship, le GT World Challenge Europe Endurance Cup et l'International GT Open.
Il est également le propriétaire de l'écurie SunEnergy1 Racing.

## Palmarès

### Résultats aux24 Heures de Daytona
| Année | Écurie                | Copilotes                                               | Voiture              | Classe | Tours | Pos. | Class Pos. |
| ----- | --------------------- | ------------------------------------------------------- | -------------------- | ------ | ----- | ---- | ---------- |
| 2017  | Stevenson Motorsports | Dion von Moltke Boris Said Tristan Vautier              | Audi R8 LMS          | GTD    | 701   | 21e  | 7e         |
| 2017  | SunEnergy1 Racing     | Maro Engel Paul Morris (en) Boris Said Tristan Vautier  | Mercedes-AMG GT3     | GTD    | 524   | Abd. | Abd.       |
| 2018  | SunEnergy1 Racing     | Maro Engel Mikaël Grenier Thomas Jäger                  | Mercedes-AMG GT3     | GTD    | 745   | 28e  | 8e         |
| 2021  | SunEnergy1 Racing     | Mikaël Grenier Raffaele Marciello Luca Stolz (en)       | Mercedes-AMG GT3 Evo | GTD    | 745   | 23e  | 2e         |
| 2022  | SunEnergy1 Racing     | Raffaele Marciello Fabian Schiller (en) Luca Stolz (en) | Mercedes-AMG GT3 Evo | GTD    | 101   | Abd. | Abd.       |

### Résultats enWeatherTech SportsCar Championship
| Année | Écurie            | Voiture              | Classe | no | Pneus | 1      | 2      | 3      | 4     | 5      | 6      | 7      | 8   | 9      | 10     | 11     | 12     | 13  | Total | Pos. |
| ----- | ----------------- | -------------------- | ------ | -- | ----- | ------ | ------ | ------ | ----- | ------ | ------ | ------ | --- | ------ | ------ | ------ | ------ | --- | ----- | ---- |
| 2017  | SunEnergy1 Racing | Mercedes-AMG GT3     | GTD    | 75 | M     | DAY 18 | SEB 3  | LBH    | AUS 3 | BEL 15 | WGL 15 | MOS 13 | LIM | ELK 12 | VIR 16 | LGA 12 | ATL 16 |     | 192   | 20e  |
| 2018  | SunEnergy1 Racing | Mercedes-AMG GT3     | GTD    | 75 | M     | DAY 8  | SEB 10 | MOH 12 | BEL 8 | WGL 8  | MOS    | LIM    | ELK | VIR    | LGA    | ATL    |        |     | 109   | 18e  |
| 2021  | SunEnergy1 Racing | Mercedes-AMG GT3 Evo | GTD    | 45 | M     | DAY    | DAY    | SEB 9  | MOH   | BEL 7  | WGL 14 | WGL    | LIM | ELK    | LGA    | LBH    | VIR    | ATL | 778   | 30e  |
| 2021  | SunEnergy1 Racing | Mercedes-AMG GT3 Evo | GTD    | 45 | M     | Q 10   | C 2    | SEB 9  | MOH   | BEL 7  | WGL 14 | WGL    | LIM | ELK    | LGA    | LBH    | VIR    | ATL | 778   | 30e  |
| 2022  | SunEnergy1 Racing | Mercedes-AMG GT3 Evo | GTD    | 75 | M     | DAY    | DAY    | SEB 9  | LBH   | LGA    | MOH    | BEL    | WGL | MOS    | LIM    | ELK    | VIR    | ATL | 128*  | 66e* |
| 2022  | SunEnergy1 Racing | Mercedes-AMG GT3 Evo | GTD    | 75 | M     | Q 4    | C 21   | SEB 9  | LBH   | LGA    | MOH    | BEL    | WGL | MOS    | LIM    | ELK    | VIR    | ATL | 128*  | 66e* |

* Saison en cours.